# Бейм, Соломон Абрамович
Соломо́н Абра́мович Бейм (др.-евр. שלמה בן אברהם ביים‬ Шеломо бен Авраам Бейм; 1817 или 1819, Чуфут-Кале — 1867, Санкт-Петербург) — исполняющий обязанности Таврического и Одесского гахама (1855—1857), старший газзан и учитель в Чуфут-Кале (1841—1853), старший газзан в Одессе (1860—1867). Во время Крымской войны выполнял негласные разведывательные поручения для российского правительства.

## Биография
Родился в семье разорившегося купца, одесского газзана Авраама Бейма. Получив хорошее светское и духовное образование в Одессе, овладел бухгалтерским делом и древнееврейским, караимским, русским, немецким и французским языками.
Бейм переехал в Бахчисарай по приглашению караимской общины, где с 1841 года занимал должность караимского газзана и учителя. За 20-летнее пребывание С. Бейма в Бахчисарае и Чуфут-Кале побывало более сотни почётных гостей. С 1842 года он был старшим газзаном караимской кенассы в Чуфут-Кале, а в 1843 году избран и старшим газзаном бахчисарайской кенассы. Через три года, в 1846 году, он вновь был утверждён старшим газзаном бахчисарайской кенассы (Указ Таврического губернского правления от 9 октября 1846 года).
После открытия училища С. Бейм обручился с Евой Азарьевич, а затем получил разрешение на вступление в брак.
С 1855 по 1857 год Соломон Бейм исполнял обязанности гахама, так как по караимскому Уставу обязанности гахама до проведения очередных выборов возлагались на старшего газзана бахчисарайской кенассы.
Сотрудничал с Авраамом Фирковичем.
В 1866 году, по предложению Императорского географического общества, членом-сотрудником которого он состоял, изготовил 12 (по другим данным — 7) деревянных фигурок старинных караимских типажей в оригинальных костюмах и лично привёз их в 1867 году в Санкт-Петербург для передачи государственному музею. По приезде в столицу внезапно заболел и умер, не осуществив намеченное. После смерти Бейма фигуры были переданы в Эрмитаж, который, в свою очередь, часть оставил у себя, а другую часть передал московскому Румянцевскому музею.

## Педагогическая деятельность
В 1843 году Соломон Бейм основал в Чуфут-Кале караимское училище, где и был единственным преподавателем. Это было единственное караимское училище, где введено было преподавание русского языка.
В 1850 году педагогическим советом симферопольской мужской гимназии С. Бейм был аттестован как учитель русского языка и арифметики, которые он преподавал с 1842 по 1852 год. 1 апреля 1852 года С. Бейм был назначен надзирателем преобразованного училища и учителем караимского языка и вероучения. Поскольку часть нового здания сгорела, С. Бейм добился разрешения открыть училище в своём доме.

## Участие в Крымской войне
В мае 1854 года по рекомендации генерала-лейтенанта В. И. Пестеля, С. А. Бейм лично ездил по Таврической губернии для сбора секретных сведений на случай начала войны и для создания сети лазутчиков и доносил сведения гахаму С. Бобовичу.
В мае 1855 года С. Бейму было поручено заботиться о прокладке новой дороги на Чуфут-Кале.
С. Бейм неоднократно доставлял ценные сведения в прифронтовой полосе в Главный штаб Южной армии, располагавшийся на Инкерманских высотах.

## Награды
25 сентября 1845 года В. И. Пестель вручил С. А. Бейму золотые часы в знак благодарности от великого князя Константина Николаевича, который проявлял постоянную заботу о создании училища.
В январе 1846 года награждён серебряной медалью «За усердие» для ношения на шее на Аннинской ленте, но награда дошла до него только в январе 1849 года.
После того, как на имя Таврического гражданского губернатора B. И. Пестеля было направлено ряд писем от имени директора училищ Таврической губернии, от имени Бахчисарайского полицмейстера подполковника Большакова, Таврического и Одесского караимского гахама С. Бобовича с просьбой о представлении к награде учителя караимского училища С. Бейма, ему были вручены награды. Письма были направлены. Везде отмечалась хорошая работа С. Бейма, выражалась ему благодарность и просьба представить его к правительственной награде за хорошую работу.

Участие караимов в войне было отмечено военным руководством русской армии. В своем рапорте главнокомандующему М. Д. Горчакову генерал Остен-Сакен докладывал, что 
«… крымские караимы проявили в эту войну очень много усердия и самоотверженности, а главный караимский газзан Бейм, замечательный умом и образованием, постоянно дает направление караимам и укореняет в них любовь к Отечеству».

7 ноября 1855 года от командира пехотного корпуса генерал-адъюнкта графа Остен-Сакена вновь поступил рапорт Главнокомандующему князю Горчакову, где указывалось, что 
«… караимы, не имеющие ничего общего с евреями, прекрасно характеризуются и представляются к награде. Особенно отличается главный из них С. Бейм».
9 апреля 1856 года за особенные заслуги, оказанные при обороне Севастополя, награждён золотой медалью на Владимирской ленте с надписью „За усердие“ для ношения на шее.
12 апреля 1856 года награждён серебряной медалью «За защиту Севастополя», а позже получил и бронзовую медаль «В память войны 1853—1856».

## В культуре
- Соломону Бейму посвящено стихотворение А. К. Толстого «Войдём сюда; здесь меж руин...» В письме к Н. М. Жемчужникову от 28 ноября 1858 года Толстой отзывался о Бейме как об «одном из образованнейших и приятнейших людей»[10].